# CODE n

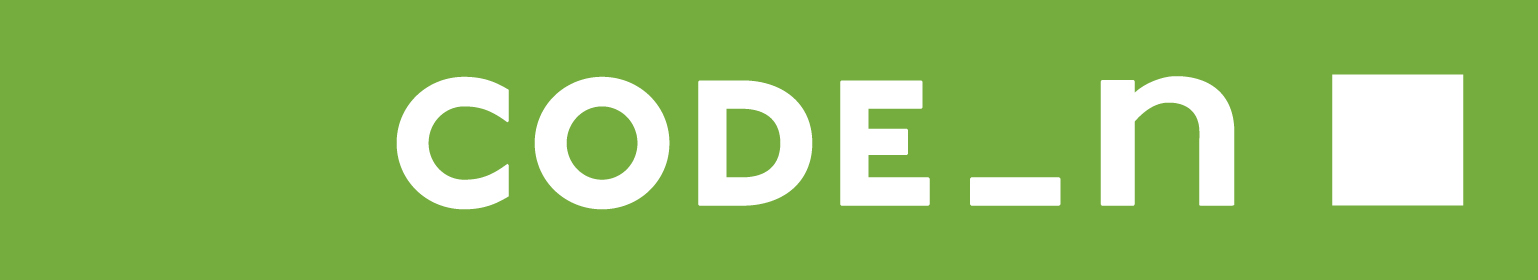
Das Logo der Innovationsplattform CODE_n

CODE_n ist ein globaler Innovation-Hub für digitale Pioniere, der 2011 als Marke von der GFT Technologies SE und ihres damaligen CEO Ulrich Dietz initiiert wurde. Seit 2015 agierte CODE_n (GFT Innovations GmbH) als 100%ige Tochter der GFT Gruppe. Seit Januar 2018 ist die Firmierung in CODE_n GmbH geändert.
Ein Kernelement von CODE_n ist ein jährlich stattfindender Wettbewerb für Start-up-Unternehmen mit Geschäftsmodellen basierend auf digitalen Technologien. Auf der CeBIT gestartet veranstaltete CODE_n über vier Jahre ein mehrtägiges Messe- und Konferenzprogramm, bei dem der Gewinner des Wettbewerbs ausgezeichnet wird sowie Besucher, Partner und Aussteller speziellen Zugang zu Themen der Digitale Transformation finden. Über die weiteren CODE_n Elemente wie Innovation Services, Spaces und Events sollen Start-ups und etablierte Unternehmen zusammengebracht werden.
Im September 2016 löste CODE_n das Hauptveranstaltungsformat von der CeBIT und gründete das new.New Festival. Dieses fand im September 2016 erstmals im Zentrum für Kunst und Medien statt.

## Geschichte
Im Rahmen einer Pressekonferenz in Berlin wurde Code_n am 14. September 2011 von der GFT Technologies SE offiziell gegründet. Partner im ersten Jahr waren die Deutsche Messe AG, Ernst & Young, Fujitsu Technology Solutions, BITKOM und Zentrum für Kunst und Medientechnologie.

### Shaping Mobile Life
Unter dem Motto „Shaping Mobile Life“ suchte Code_n nach jungen Unternehmen mit innovativen Geschäftslösungen auf Basis mobiler Technologien. Aus den 400 Bewerbern aus 42 Ländern wurden 50 Finalisten ausgewählt, die im Rahmen der CeBIT ihr Unternehmen in der Messehalle von Code_n präsentieren konnten. Die Gestaltung der Ausstellungsfläche setzen Jürgen Mayer H. und Tobias Rehberger um.
Als Gewinner des Code_n12 Award wurde Intelligent Apps aus Hamburg für die App myTaxi ausgezeichnet: Zur Jury zählten Ulrich Dietz (GFT Technologies SE), Lars Hinrichs (HackFwd), Gabriele Fischer (Brand eins), Carsten Knop (Frankfurter Allgemeine Zeitung), Paulus Neef (PQuadra), Joseph Reger (Fujitsu Technology Solutions), Jens-Uwe Sauer (Seedmatch) und Peter Weibel (Zentrum für Kunst und Medientechnologie).

### Smart Solutions for Global Challenges
Die zweite Ausgabe des Code_n-Innovationswettbewerbs stand unter dem Motto „Smart Solutions for Global Challenges“. Gesucht wurden digitale Geschäftsmodelle, die sich den mit der Energiewende verbundenen Herausforderungen widmen. Der Code_n13-Award wurde in den Kategorien Emerging Company und Startup vergeben. Gewinner waren Changers.com aus Potsdam und Greenclouds aus den Niederlanden.
Für die Gestaltung der 5.000 Quadratmeter großen Messehalle auf der CeBIT zeichnete Künstler Vincent Tavenne verantwortlich. Zu den Besucher und Konferenzteilnehmern bei Code_n zählten Angela Merkel, Donald Tusk, Philipp Rösler und Peter Altmaier.

### Driving the Data Revolution
Big Data war das Leitthema von Code_n im Jahr 2014. Aus 450 Einreichungen zum Thema „Driving the Data Revolution“ wurden 50 Finalisten aus 17 Ländern ausgewählt. Der mit 30.000 Euro dotierte Code_n14 Award ging an die Firma Viewsy aus Großbritannien. Ein Sonderpreis ging an das US-Unternehmen AutoGrid.
Als Partner auf der CeBIT 2014 engagierten sich neben der Deutschen Messe und Ernst & Young unter anderem Google, Salesforce.com, die Continental AG und Dassault Systèmes. Unter den 17.000 Besuchern der Code_n Halle waren Bundeswirtschaftsminister Sigmar Gabriel und Apple-Gründer Steve Wozniak.

### Into the Internet of Things
Die vierte Ausgabe des CODE_n-Wettbewerbs stand unter dem Motto „Into the Internet of Things“ und suchte nach jungen Unternehmen mit Geschäftsmodellen rund um das Internet der Dinge. Über 450 Startups hatten sich beworben. Die besten 50 Bewerber erhielten eine kostenlose Ausstellungsfläche in der CODE_n Halle auf der CeBIT, die vom 16. bis 20. März 2015 auf dem Messegelände in Hannover stattfand. Dort war unter anderem die interaktive Installation Robochop der Münchner Designer Clemens Weisshaar und Reed Kram zu sehen. Außerdem präsentierten sich als Partner in diesem Jahr unter anderem die Unternehmen Trumpf, EnBW, Salesforce, Google, EY, Kuka, Accenture. Über 85.000 Besucher wurden in der Halle gezählt, darunter der Bundesminister für Wirtschaft und Energie Sigmar Gabriel sowie der EU-Kommissar Günther Oettinger.
Als Gewinner des Startup-Wettbewerbs wurde in diesem Jahr das Berliner Startup Relayr für sein Produkt Wunderbar mit einem Preisgeld von 30.000 Euro ausgezeichnet.

### Unveiling Digital Disruption
Als eigenständiges Festival im ZKM Karlsruhe wurden die weltweit besten Jungunternehmen zu den Themen Photonik, Industrie 4.0, Mobilität, Fintech und Health Tech gesucht. Aus 380 internationalen Bewerbungen aus 40 Ländern wurden 52 Finalisten (13 je Wettbewerbscluster) aus 11 Ländern gewählt und nach Karlsruhe eingeladen. Die spezielle Kommunikationsplattform innerhalb des ZKM gestaltete die Berline Designerin Johanna Meyer-Grohbrügge.
Die jeweiligen Wettbewerbscluster wurden gesponsert von Hewlett Packard Enterprise, GFT Technologies, B. Braun Melsungen und Trumpf (Unternehmen).

### Weitere Elemente von CODE_n
2015 wurde unter dem Namen Code_n Spaces in Stuttgart ein Innovationcampus eröffnet, an dem junge und erfahrene Unternehmen gemeinsam an digitalen Zukunftsthemen arbeiten. Innovationsabteilungen etablierter Unternehmen, wie z. B. Daimler AG, Bosch, EnBW Energie Baden-Württemberg oder Südwestbank nutzen die von Tobias Rehberger gestalteten Räumlichen zum Initiieren und Ausweiten ihrer digitalen Innovationsaktivitäten, holen sich Inspiration oder nutzen die Räumlichkeiten als Offsite-Location. Zusammen mit Startups aus Bereichen der Industrie, Automobilwirtschaft, Robotics, Gesundheitswesen und Hotellerie ebenso wie erfahrenen Managern in Aufsichtsratspositionen entsteht eine sich gegenseitig fördernde Gemeinschaft.
Ab 2015 werden unter dem Label Code_n Events auch Veranstaltungen für Start-ups und etablierte Unternehmen durchgeführt.

## Gewinner des CODE_n-Awards
| Jahr (Kategorie)             | Thema                                 | Unternehmen                 | Gründer                                                                        | Firmensitz              |
| ---------------------------- | ------------------------------------- | --------------------------- | ------------------------------------------------------------------------------ | ----------------------- |
| 2012                         | Shaping Mobile Life                   | Intelligent Apps (myTaxi)   | Niclaus Mewes, Sven Külper                                                     | Hamburg (Deutschland)   |
| 2013 (Best Startup)          | Smart Solutions for Global Challenges | Blacksquared (Changers.com) | Daniela Schiffer, Markus Schulz                                                | Potsdam (Deutschland)   |
| 2013 (Best Emerging Company) | Smart Solutions for Global Challenges | Greenclouds                 | Michel Korpershoek, Peter Zonneveld                                            | Rotterdam (Niederlande) |
| 2014                         | Driving the Data Revolution           | Viewsy                      | Odera Ume-Ezeoke                                                               | London (Großbritannien) |
| 2015                         | Into The Internet Of Things           | relayr                      | Harald Zapp, Jackson Bond, Paul Hopton                                         | Berlin (Deutschland)    |
| 2016 – Gesamtgewinner        | Unveiling Digital Disruption          | XARION                      | Balthasar Fischer, Leonhardt Bauer                                             | Wien (Österreich)       |
| 2016 – Connected Mobility    | Unveiling Digital Disruption          | evopark                     | Marik Hermann, Sven Lackinger, Maximilian Messing, Tobias Weiper               | Köln (Deutschland)      |
| 2016 – Applied FinTech       | Unveiling Digital Disruption          | Kantox                      | Philippe Gelis, Toni Rami, John Carbajal                                       | London (Großbritannien) |
| 2016 – HealthTech            | Unveiling Digital Disruption          | SpinDiag                    | G. Czilwik, M. Keller, D. Kosse, M. Lauk, D. Mark, F. Schwemmer, O. Strohmeier | Freiburg (Deutschland)  |
| 2016 – Photonics 4.0         | Unveiling Digital Disruption          | Roboception                 | Heiko Hirschmüller, Korbinian Schmid, Michael Suppa                            | München (Deutschland)   |